# Hans Graf
Hans Graf (Viena, Áustria, 16 de março de 1928 - Viena, Áustria, 9 de janeiro de 1994) foi um pianista e pedagogo austríaco com profunda ligação com o Brasil.

## Vida
Hans Graf era filho do jurista Josef Graf (wirkl. Hofrat, 1895–1966) e da então governanta Rosa (nome de solteira Kramreiter; 1885–1959) em Viena, Áustria. Já criança recebeu aulas de piano e violino. Hans Graf foi convocado a fazer o serviço militar na bateria anti-aérea ainda como ginasiano na fase final da segunda guerra mundial, tendo servido em Langenzersdorf e em Viena (Esterházypark). Em 1946 concluiu o segundo grau e iniciou os curso de arquitetura na Universidade Técnica de Viena, podendo assim participar como trompetista da "Technische Tanz-Band" (TTB), a orquestra de salão da Universidade Técnica de Viena. Em 1947 ele fez a prova de admissão para piano na então chamada Academia de Viena, Universidade de Música e Artes Cênicas de Viena, se tornando aluno de Bruno Seidlhofer.
Em seguida Hans Graf abandonou os estudos de arquitetura para se dedicar inteiramente à música. Paralelamente às aulas de piano com Seidlhofer ele cursou contraponto e composição com o compositor austríaco Alfred Uhl. Em 1949 prestou o primeiro exame oficial e em 1950 é finalista no Concurso de Genebra. Em 1951 depois de prestar o exame final oficial de piano ele estreou como solista no Konzerthaus de Viena. Nos anos seguintes deu vários concertos: em 1952 na quarta edição do Concours Musical Reine Elisabeth em Bruxelas; em 1953 no primeiro Concurso de Música da rede de Televisão alemã ARD em Munique; em 1954 na sua segunda participação do Concurso de Genebra, onde desta vez pode alcançar o segundo lugar; e em 1956 novamente no Concours Musical Reine Elisabeth, onde foi finalista ao lado de Vladimir Ashkenazy, Lazar Berman, André Tchaikowsky, John Browning e Tamás Vasary.
Neste meio tempo casou (1953) com a sua colega brasileira a pianista Carmen Vitis Adnet. Se mudaram para o Rio de Janeiro em 1955, onde nasceram em 1955 e 1958 as duas filhas Maria Beatriz e Clarissa. Em 1957 fundou juntamente com Hans-Joachim Koellreutter e outros os Seminários de Música Pro-Arte do Rio de Janeiro, em 1958 recebeu o convite de Hans Sittner para retornar a Viena, aonde ele assumiu uma cátedra de piano na Academia de Viena que manteve até a sua aposentadoria no ano de 1991. A partir de 1963 lecionou regularmente em instituições semelhantes na Europa (Sevilha, Bilbao, Porto), na América do Sul e no Japão. Ele participou como membro do juri em vários concursos internacionais de piano, por exemplo Arthur Rubinstein Contest. Teve também uma participação importante no Wiener Beethoven-Wettbewerb iniciado por Josef Dichler e Richard Hauser. Por duas vezes interrompeu a sua atividade letiva em Viena, em 1971 / 72 e 1974 / 75, para aceitar o convite de Professor Visitante na escola de música Universidade de Indiana Bloomington nos Estados Unidos. Foi obrigado a reduzir suas atividades de concertista após uma cirurgia cardíaca bem sucedida. No ano de 1989 aparece mesmo assim mais uma gravação, posteriormente publicada em forma de CD, de uma interpretação da "Arte da Fuga" de Johann Sebastian Bach na versão para piano a quatro mãos de Bruno Seidlhofer junto com sua filha Clarissa Graf Costa.

## Condecorações
- Membro honorário da Academia Lorenzo Fernândez (Rio de Janeiro)
- Medalha de honra da Capital Federal de Viena em prata (1988)
- Ordem Nacional do Cruzeiro do Sul (1988)
- Condecoração Austríaca de Ciência e Arte

## Discografia
- "Die Kunst der Fuge BWV 1080", arranjo de Bruno G. Seidlhofer, Clarissa Graf Costa & Hans Graf (Piano - 4 mãos), Editora Extraplatte, Viena, Áustria, 1989
- "Saxophone Colors", Eugene Rousseau (Saxofone), Hans Graf (Piano), Editora Delos, San Francisco, USA, 1992
- "20th Century Music for Wind Instruments", The Vienna Symphony Woodwinds: Kamillo Wanausek, flauta, Friedrich Wächter, oboé; Richard Schönhofer, clarineta; Ernst Mühlbacher, trompa; Leo Cermak, fagote; Hans Graf, piano. Editora ABC Paramounts "Westminster"
- "Chopin: Variationen über ein Thema von Mozart "La ci darem la mano"", Orquestra Wiener Akademia Orchester, Pianista Hans Graf, regente Armando Mota, Eidtora Todomusica, Lisboa, Portugal

## Fonte da tradução
- Este artigo foi inicialmente traduzido, total ou parcialmente, do artigo da Wikipédia em alemão cujo título é «Hans Graf (Pianist)».